# Rising Above Bedlam
Pour les articles homonymes, voir Bedlam.
Albums de Jah Wobble's Invaders of the Heart
Without Judgement
(1989) Take Me To God
(1994)
Rising Above Bedlam est un album de Jah Wobble's Invaders of the Heart, sorti en 1991.

## L'album
Après l'échec commercial de Without Judgement, Jah Wobble poursuit son association avec le guitariste Justin Adams et la chanteuse Natacha Atlas pour produire ce nouvel album. Le groupe invite pour cela la chanteuse Sinéad O'Connor qui transforme le titre Visions of you, seul succès de l'album. L'album fait partie des 1001 albums qu'il faut avoir écoutés dans sa vie. 

### Titres
Tous les titres sont de Jah Wobble, Justin Adams et Natacha Atlas, sauf mentions. 
1. Visions Of You (chanté par Sinéad O'Connor) (Jah Wobble, Justin Adams, John Reynolds (5:34)
2. Relight The Flame (4:13)
3. Bomba (Wobble, Adams, Mark Ferda, Atlas, Nick Burton, Dawson Miller) (5:54)
4. Ungodly Kingdom (Wobble, Adams, Ferda) (4:31)
5. Rising Above Bedlam (Wobble, Adams, Michel Schoots (3:47)
6. Erzulie (7:02)
7. Everyman's An Island (Wobble, Adams, Ferda) (6:29)
8. Soledad (5:46)
9. Sweet Divinity (Wobble, Adams, Ferda) (4:17)
10. Wonderful World (Wobble, Adams) (4:00)

### Musiciens
- Justin Adams : guitare électrique et espagnole, percussions, saz, voix
- Natacha Atlas : voix
- Harry Beckett : trompette
- Nick Burton : batterie, voix
- Mark Ferda : programmation boîte à rythmes, claviers
- Mark Lockheart : saxophone ténor
- Magic Stick : programmation boîte à rythmes, batterie
- Kevin Mooney : voix
- Neville Murray : batterie, percussions
- Sinéad O'Connor : voix
- John Reynolds : batterie
- Annie Whitehead : cor d'harmonie, trombone
- Jah Wobble : basse, programmation boîte à rythmes, claviers, timbales, voix